# P'yŏngsan-gun
P'yŏngsan-gun (koreanska: 평산군) är en kommun i Nordkorea.   Den ligger i provinsen Norra Hwanghae, i den södra delen av landet, 100 km sydost om huvudstaden Pyongyang.